# Confédération interalliée des sous-officiers de réserve
La Confédération interalliée des sous-officiers de réserve (CISOR), jusqu'en 2013 Association européenne des sous-officiers de réserve (AESOR), est l'organisation faîtière des associations nationales des sous-officiers de réserve des pays de l'OTAN et au-delà. La CISOR compte, aujourd’hui, 14 pays membres. Cette association, à caractère non politique et sans but lucratif, a été fondée le 1er juin 1963.

## Historique
Avant la Seconde Guerre mondiale, de nombreux contacts existaient déjà entre les associations d'officiers de réserve de la Belgique, de la France et des Pays-Bas. Après la fin de la guerre les contacts sont renoués et conduisent au premier Congrès et la création officielle de la Confédération Internationale des Officiers de Réserve (CIOR) en novembre 1948 à Bruxelles. Les pays suivants rejoignent peu à peu : le Luxembourg (1952), le Danemark (1956), la Grèce (1956), les États-Unis (1958), l'Italie (1960), Allemagne (1961), Royaume-Uni (1963), Canada (1964), la Norvège (1966) et l'Espagne (1992).
La CISOR a été fondée à l'initiative de la Fédération nationale des associations de sous-officiers de réserve sous le nom d’Association européenne des sous-officiers de réserve (AESOR) le 1er juin 1963 à la base navale de Toulon. La ratification de la Charte a été faite par les représentants des sous-officiers de la Belgique, du Luxembourg, de la République fédérale d'Allemagne, de la Suisse et de la France.
Le vice-président allemand de l’AESOR dans les années 1990 était le sergent de réserve Klaus Günnewig. Dans le cadre d'une cérémonie solennelle prononcée par le batelier principal de réserve Michael Warfolomeow, après deux années de succès à la tête de l'AESOR, a remis la présidence à son successeur, le suisse Alfons Cadario le 24 mars 2004 à Sigmaringen.
Warfolomeow est resté vice-président et chef de la délégation allemande jusqu’en 2005. Il a remis son poste au sergent de réserve Frank Ochel, Geslau. Le 1er décembre 2013 Frank Ochel remettait la vice-présidence allemande de la CISOR au batelier principal de réserve Oliver Bindi, Wiesbaden.
Les réservistes allemands ont gagné la compétition militaire 2011 de la CIOR à Varsovie. Lors des compétitions militaires internationales organisées par l'AESOR du 6 au 10 juillet 2011 à Tolède, les sous-officiers de réserve allemands ont remporté la deuxième place. En juin 2013, les sous-officiers se rendaient en France, à Draguignan, pour les compétitions CISOR et les officiers, fin juillet 2013, à Brno en Tchéquie pour défendre leur titre. Une semaine de formation du 1 au 7 avril 2013 à Hammelburg pour les qualifications.
L'association a changé son nom le 22 février 2013, à l’unanimité des pays membres. Le nouveau nom est « Confédération Interalliée des Sous-Officiers de Réserve (CISOR) ».
En ce qui concerne la formation d'une nouvelle organisation des équipes, une sélection et un séminaire d’information et de communication ont eu lieu du 12 au 14 avril 2013 à l'Académie de la Bundeswehr à Strausberg sous la conduite du vice-président Frank Ochel. Il a dit : « Nous nous dirigeons vers l'OTAN. Ce que nous apportons déterminera notre avenir. »
Du 18 au 19 octobre 2013 la délégation allemande a participé au Comité Central de Toulouse. L'événement a eu lieu au Palais Niel. Le séminaire d'automne de la délégation allemande a eu lieu du 29 novembre au 1er décembre 2013 dans les locaux de la Fondation Theodor Heuss à Gummersbach. L'accent a été mis lors de cette session sur le Congrès de la CIOR du 4 au 8 août 2014 à Fulda.
Dans une décision unanime du Comité Central, les Pays-Bas ont été admis, le 22 février 2014 à Nantes, comme membre à part entière de la CISOR.

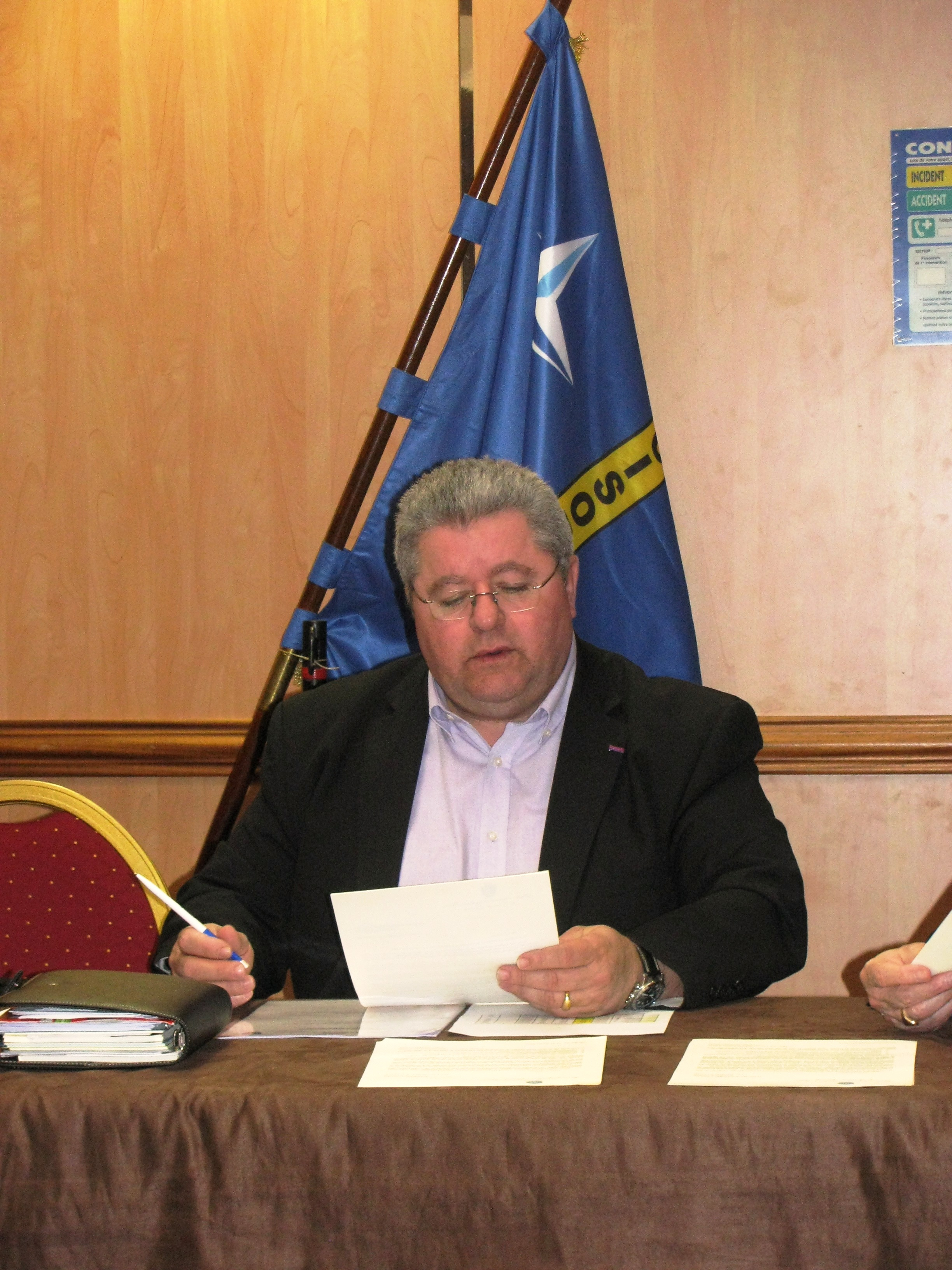
L'ex-Maître Principal Philippe Cogan, ex-Président Fédéral, Président de la CISOR 2012–2014. Soupçonné en 2021 d'abus de confiance dans le cadre de sa fonction de président de la FNASOR. Renvoyé devant le Tribunal Correctionnel de Bobigny pour janvier 2023.

## Structure
La CISOR est politiquement indépendante. L'organisation représente les intérêts des associations de sous-officiers de réserve depuis 1963. Des Congrès sont organisés les années paires. Les délégations nationales sont représentées par un vice-président CISOR, qui est également le chef de la délégation, et jusqu'à cinq membres au sein des commissions. Le président de la CISOR jusqu‘en 2020 a été Michel d‘Alessandro (Belgique), successeur de Ilpo Pohjola (Finlande, 2016–2018), de Tomaž Lavtižar (Slovénie, 2014–2016) et du Maître Principal Philippe Cogan (2012–2014), président de la « Fédération Nationale des Associations de Sous-Officiers de Réserve » (FNASOR). Depuis le 29 septembre 2020, le président s‘appelle Germain Beucler.
Aujourd'hui l'association comprend des sous-officiers de réserve des pays suivants : Autriche, Belgique, Finlande, Espagne, Slovénie, Suisse, Danemark, Pologne, France, Pays-Bas et la République fédérale d'Allemagne ainsi que le Canada comme un pays allié. Les nations assurent, à tour de rôle, la présidence pendant deux ans. La CISOR fonctionne avec un bureau et des commissions. Un Congrès est organisé les années paires et une compétition sportive de plusieurs jours les années impaires.

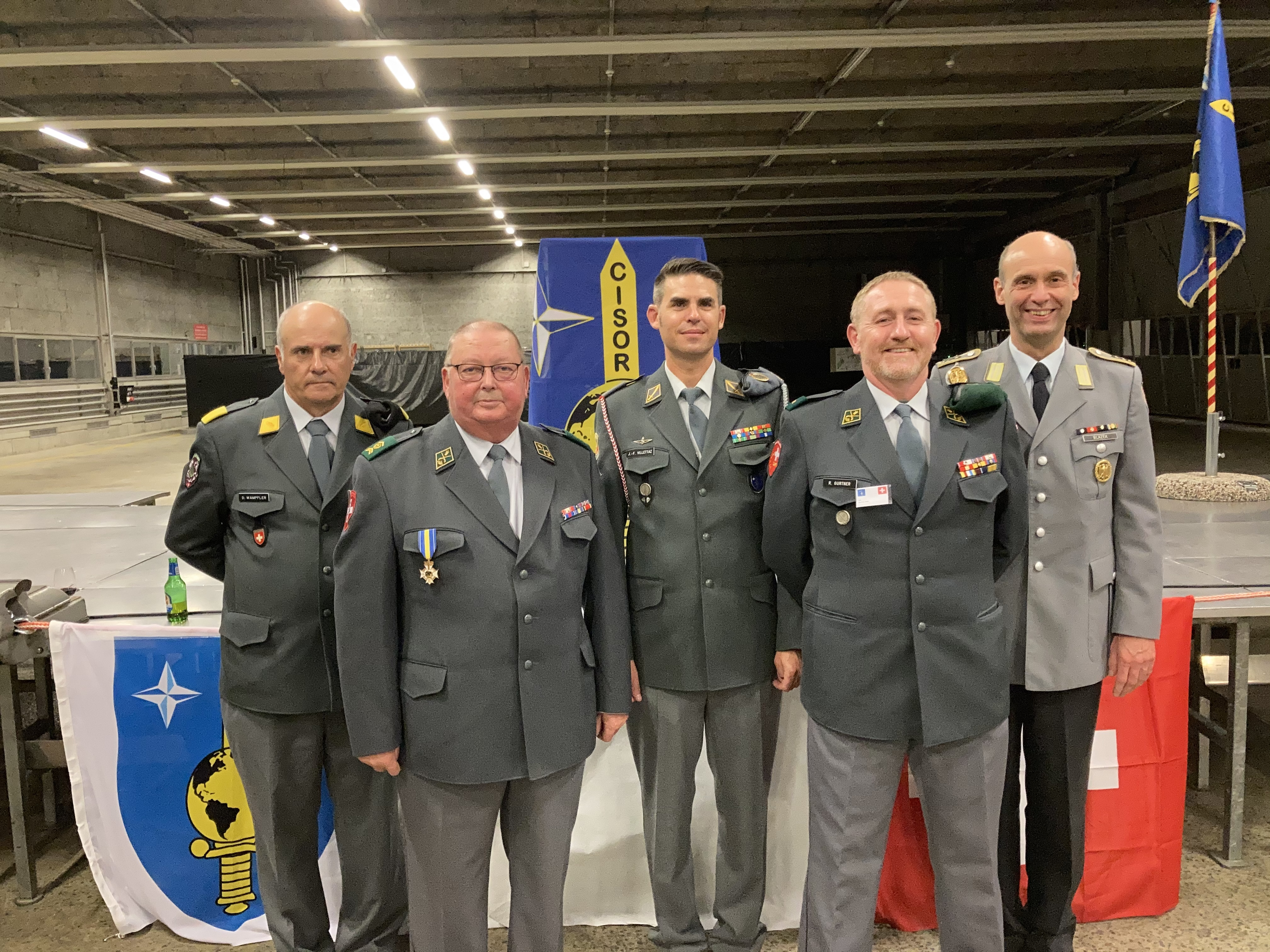
L’équipe de la présidence le 23 octobre 2021 à Thoune (de gauche à droite) : Daniel Wampfler, président Germain Beucler, vice-président Jean-François Villettaz, Rolf Gurtner, secrétaire général Matthias Blazek.

| No. | Nom                                      | Pays      | Début du mandat | Fin du mandat |
| --- | ---------------------------------------- | --------- | --------------- | ------------- |
| 1   | Sergeant Abbé Henri Pistre (1900–1981)   | France    | 1963            | 1965          |
| 2   | Adjudant Henri Leclercq                  | Belgique  | 1966            | 1968          |
| 3   | Oberbootsmann d.R. Siegfried Hermann     | Allemagne | 1968            | 1969          |
| 4   | Adj Uof Émile Fillettaz                  | Suisse    | 1970            | 1971          |
| 5   | Général Marcel Buffin                    | France    | 1972            | 1973          |
| 6   | Vizeleutnant Johann Hechenberger         | Autriche  | 1974            | 1975          |
| 7   | Adjudant Pierre van Hove                 | Belgique  | 1976            | 1977          |
| 8   | Oberfeldwebel Werner Frank               | Allemagne | 1978            | 1979          |
| 9   | Adj Uof Viktor Bulgheroni                | Suisse    | 1980            | 1981          |
| 10  | Vizeleutnant Hermann Loidold (1929–1983) | Autriche  | 1982            | 1982          |
| 11  | Vizeleutnant Herbert Simmer              | Autriche  | 1983            | 1983          |
| 12  | Sergeant-chef Charles de Giafferi        | France    | 1984            | 1985          |
| 13  | Adjudant Edward Majois                   | Belgique  | 1986            | 1987          |
| 14  | Hauptfeldwebel Klaus Günnewig            | Allemagne | 1988            | 1989          |
| 15  | Adj Uof Robert Nussbaumer                | Suisse    | 1990            | 1991          |
| 16  | Maresc Gerardo Di Lorenzo                | Italie    | 1992            | 1993          |
| 17  | Vizeleutnant Josef Grünstäudl            | Autriche  | 1994            | 1995          |
| 18  | Adjudant Dimitri Pezirianoglou           | France    | 1996            | 1997          |
| 19  | Adjudant Nico C. Frerichs                | Pays-Bas  | 1998            | 1999          |
| 20  | Adjudant André Vallée                    | Belgique  | 2000            | 2001          |
| 21  | Hauptbootsmann Michael Warfolomeow       | Allemagne | 2002            | 2003          |
| 22  | Adj Uof Alfons Cadario (1940–2016)       | Suisse    | 2004            | 2005          |
| 23  | Vizeleutnant Franz Hitzl                 | Autriche  | 2006            | 2007          |
| 24  | Arturo Malagutti                         | Italie    | 2008            | 2010          |
| 25  | Luis Messeguer                           | Espagne   | 2010            | 2011          |
| 26  | Sgt. Miguel Núñez                        | Espagne   | 2012            | 2012          |
| 27  | Maître Principal Philippe Cogan          | France    | 2012            | 2014          |
| 28  | Tomaž Lavtižar                           | Slovénie  | 2014            | 2016          |
| 29  | Ilpo Pohjola                             | Finlande  | 2016            | 2018          |
| 30  | Michel d‘Alessandro                      | Belgique  | 2018            | 2020          |
| 31  | Germain Beucler                          | Suisse    | 2020            | 2022          |
| 32  | Reinhard Knott                           | Allemagne | 2022            | 2024          |
| 33  | Minna Nenonen                            | Finlande  | 2024            |               |

## Tâches
Depuis sa création la CISOR a apporté sa contribution à renforcer l'alliance pour le développement des politiques de leurs pays d'origine en matière de sécurité. La CISOR promeut et organise l'auto-éducation et la formation, des séminaires et des réunions pour les sous-officiers de réserve sur le plan international.
La CISOR met en œuvre tous les moyens à sa disposition pour diffuser une image positive du sous-officier de réserve.
Les statuts actuels prévoient que, avec les autorités civiles et militaires nationales et internationales, la CISOR contribue à la création d'un système de défense international pour garantir la liberté dans le monde. Ses objectifs sont les suivants:
a) participer à la création d'un statut commun pour tous les réservistes.
b) renforcer les capacités militaires de tous les membres, à la fois théorique et pratique, en vue d'améliorer et de développer un esprit de défense et de sécurité constante.
En collaboration avec ses partenaires, camarades et amis des pays européens voisins, la CISOR organise les années impaires des compétitions militaires pour les sous-officiers. Le niveau sportif est particulièrement élevé et est hautement considéré dans les forces armées. Les athlètes sous-officiers de réserve de tous les États membres, dans des équipes nationales et internationales, se battent pour la victoire dans ces compétitions où la concurrence est rude (pentathlon militaire).
Un secrétaire général fait partie de l'équipe de la présidence depuis 2012, qui soutient deux présidences à titre bénévole et, en plus de tenir les procès-verbaux, supervise principalement le processus de rapport.
| No. | Nom               | Pays        | Début du mandat | Fin du mandat |
| --- | ----------------- | ----------- | --------------- | ------------- |
| 1   | Alain Defraene    | Belgique    | 2012            | 1916          |
| 2   | Osmo Suominen     | Finlande    | 2016            | 2020          |
| 3   | Matthias Blazek   | Allemagne   | 2020            | 2022          |
| 4   | Andrew Mitchel    | Royaume-Uni | 2022            | 2023          |
| 5   | Mirko Walentowitz | Allemagne   | 2023            |               |

## Membres participants
Membres permanents
Membres fondateurs
- Belgique
- Luxembourg
- Allemagne
- Suisse
- France

Ont été ajoutés
- Autriche
- Canada
- Danemark
- Espagne
- Estonie
- Finlande
- Pays-Bas
- Pologne
- Royaume-Uni
- Slovénie
- Italie

Nations observatrices
- Portugal
- Hongrie

### Littérature
- (de) Matthias Blazek : 60 Jahre Sportsgeist, Freundschaft und Kameradschaft: Die Confédération Interalliée des Sous-Officiers de Réserve (CISOR) besteht seit 60 Jahren. Dans : Kameradschaftliches aus Fontainebleau – Mitteilungsblatt des Freundeskreises Deutscher Militärischer Bevollmächtigter in Frankreich. No. 52, juillet 2023, Harsewinkel/Adelheidsdorf 2023, p. 18–19.
- (de) Reserveunteroffiziere stellen sich international neu auf. loyal 05/13, p. 48.
- (de) AESOR Wettkämpfe in Toledo und Warschau. Informationsdienst für Reservisten & Reservistinnen, édité par le Führungsstab der Streitkräfte, I/2012, p. 9.